# Hilmar Swinka
Hilmar Swinka (* 1938 in Berlin; † 1. Oktober 1970 in Leipzig) war ein deutscher Mörder, der am 13. und 14. Februar 1969 in Ost-Berlin drei Frauen tötete.

## Leben
Swinka war der Sohn eines streitsüchtigen und jähzornigen Vaters, der seine Familie nach der Entlassung aus der Kriegsgefangenschaft verließ. Swinka selbst fiel gegen Ende seiner Schulzeit durch Jähzorn und Schwänzen auf. Er galt als kontaktarmer Einzelgänger und Außenseiter. Nach Beendigung der Schule begann er eine Lehre, schloss sie aber nicht ab. Er wurde zunächst Gelegenheitsarbeiter. Um körperliche Defizite auszugleichen, trat er mit 17 Jahren einem Boxklub bei. Seither fiel er auch als Schläger auf und wurde mehrfach wegen Gewaltdelikten bestraft. Mehrere Versuche, im Westen Deutschlands Fuß zu fassen, schlugen fehl. Schließlich erhielt er eine Stelle als Laborassistent und später Sektionsgehilfe am Pathologischen Institut der Charité in Ost-Berlin. An dieser Stellung entwickelte Swinka Interesse und bildete sich fort. Er legte sich privat eine Messersammlung zu.
Am 13. Februar 1969 ging er zu zwei ehemaligen Geliebten und ermordete beide durch Erwürgen und Stiche in die Herzgegend, anschließend „sezierte“ er die Leichen. Er betrachtete diese Tötungen als Probe für die Ermordung seiner Exfrau. Am Folgetag, dem 14. Februar 1969, begab er sich zu ihr, schnitt ihr die Kehle durch und „sezierte“ auch sie. Er wurde noch am Tatort von der durch Nachbarn alarmierten Polizei festgenommen.
Der Prozess gegen Swinka wurde unter strenger Geheimhaltung durchgeführt, da aus Sicht der damaligen Machthaber in der DDR dieser Fall Propagandamöglichkeiten für den Westen bot. Swinka wurde zum Tode verurteilt und am 1. Oktober 1970 in der Zentralen Hinrichtungsstätte der DDR in der Strafvollzugsanstalt Leipzig von dem Henker Hermann Lorenz durch unerwarteten Nahschuss hingerichtet. Die Leiche wurde anschließend in das Krematorium auf dem Leipziger Südfriedhof gebracht und dort eingeäschert, die Asche anonym auf dem Friedhofsareal begraben.
Die Morde Swinkas wurden in zwei Büchern dargestellt. Der Rechtsmediziner und frühere Leiter des Instituts für Rechtsmedizin Berlin Gunther Geserick sowie dessen Co-Autoren Vendura und Wirth bezeichnen den Mann als Hilmar S., der Autor Hans Girod als Henry Stutzbach.